# Michael Petrović
Michael „Mischa“ Petrović (* 18. Oktober 1957 in Belgrad) ist ein ehemaliger Fußballspieler und jetziger Fußballtrainer. Der gebürtige Jugoslawe hat seit 1989 die österreichische Staatsbürgerschaft.

## Karriere als Spieler
Michael Petrović begann seine Profikarriere in seiner Heimatstadt beim Fußballverein FK Rad und wechselte noch innerhalb der Saison 1977/78 zum FK Roter Stern Belgrad. Nach zwei Jahren wechselte er zu Olimpija Ljubljana in Slowenien, wo er sechs Jahre blieb. Sein dritter Verein war der kroatische Traditionsverein Dinamo Zagreb. 1985 erhielt er zum ersten Mal ein Auslandsangebot, das ihn nach Österreich führte. Er wechselte zum damaligen Mittelständer SK Sturm Graz. Dort trug Petrović die Nr. 10. Die ersten Jahre hatte er die Rolle des Spielgestalters inne, später wechselte er in die Abwehr und spielte den klassischen Libero.
Petrović wurde in seiner letzten Saison für Sturm Graz im Alter von 36 Jahren aus dem Kader entlassen. Er war für den finanziell schwer angeschlagenen Verein zu teuer geworden, zudem wollte der Verein „über Nacht“ auf junge Spieler setzen. Der Streit um die Vertragsauflösung endete schließlich vor Gericht.

## Karriere als Trainer

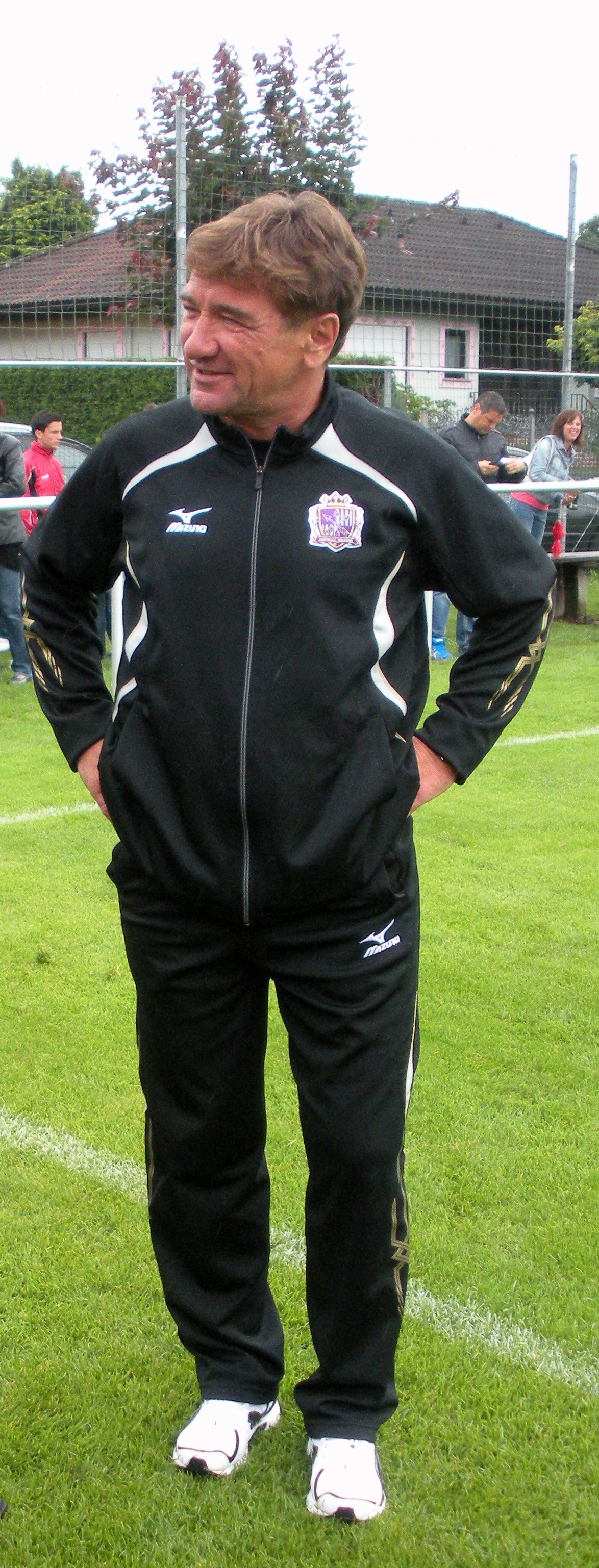
Michael Petrović als Trainer von Sanfrecce Hiroshima (2010)

Michael Petrović schlug wie viele ehemalige Fußballer nach seiner aktiven Karriere die Trainerlaufbahn ein. Da er aufgrund seiner Familie in Graz wohnhaft bleiben wollte, kamen für ihn vorerst nur Österreich und Slowenien als Arbeitsplatz in Frage. Seine erste Station als Cheftrainer war der SV Pöllau in der Oststeiermark. Er übernahm den Verein der 1.400-Seelen-Gemeinde in der Oberliga (5. Leistungsstufe) und führte den Klub in die steirische Landesliga (4. Leistungsstufe).
1996 war er mit Sturm Graz wieder ausgesöhnt und übernahm den Trainerposten bei den Amateuren des Vereins. Hier hatte er die Möglichkeit, mit jungen Spielern zu arbeiten und diese aufzubauen. Sein Vertrag endete 1998. Die Jahre von 1993 bis 1998 können als Lehrjahre des Michael Petrović angesehen werden.
1998 erhielt er schließlich ein Angebot aus der ersten slowenischen Liga. Dort betreute er vier Jahre lang kleinere Vereine, die in den Abstiegskampf verwickelt waren. 2002 ging er als Assistenztrainer zu seinem Ex-Klub Olimpija Ljubljana.
Im September 2003 erhielt er das Angebot, Cheftrainer von Sturm Graz zu werden. Er sollte den am Boden liegenden Verein wieder aufrichten und junge Spieler in die Mannschaft einbauen. Petrović sorgte in Österreich auch für ein Novum. Er wurde zum wohl „ersten freien Mitarbeiter“ in der Coaching-Zone. Petrović erhielt bei Sturm nur einen Angestelltenvertrag, der jederzeit kündbar war, des Weiteren war dieser stark leistungsbezogen. Er schaffte in der ersten Saison mit Sturm Graz den Klassenerhalt, in der zweiten Saison wurde es immerhin Rang 7. Dies bedeutete zudem die Qualifikation für den UI-Cup.
Michael Petrović betreute bis 2006 nur Vereine, die zu Saisonbeginn als Abstiegskandidaten galten. Bekannt wurde sein Ausspruch „ein Mischa Petrović steigt nicht ab“.
Im Mai 2006 reichte Michael Petrović seine Kündigung ein und unterschrieb einen neuen Vertrag beim FC Kärnten. Die Sturm-Fans versuchten ihn zwar mit einer Unterschriftenaktion zum Umdenken zu bewegen, doch trotz 4.000 Unterschriften entschied sich Petrović zu gehen.
Doch nur drei Wochen, nachdem er beim FC Kärnten unterschrieben hatte, löste er diesen Vertrag auch schon wieder auf, als er ein lukratives Angebot von Sanfrecce Hiroshima aus Japan erhalten hatte. Dieser Verein war zur Saisonmitte in den Abstiegskampf verwickelt und wollte Petrović holen, um die erste Leistungsklasse zu halten. Petrović blieb mit Hiroshima zunächst in der japanischen J-League, doch das zweite Jahr in Japan verlief nicht so erfolgreich. Zum ersten Mal in seiner Trainerlaufbahn musste Petrović mit einem Verein absteigen. Durch den Gewinn des japanischen Ligapokales konnte er allerdings noch einmal aufzeigen und wurde in seinem Amt bestätigt, um den sofortigen Wiederaufstieg zu verwirklichen. In seiner dritten Saison in Japan, schaffte er diesen.
Von 2012 bis 2017 trainierte er die Urawa Red Diamonds. Am 10. Januar 2018 übernahm er das Traineramt beim Ligakonkurrenten Hokkaido Consadole Sapporo. Am Ende der Saison musste er mit Sapporo in die zweite Liga absteigen. Nach dem Abstieg wurde sein Vertrag bei Consadole nicht verlängert.

## Erfolge
Sanfrecce Hiroshima
- Supercup: 2008

## Wertschätzung, Kritik, Philosophie und Probleme
Vor allem während seiner Zeit bei Sturm Graz deutete Petrović öfter an, dass er sich mehr Wertschätzung für seine Arbeit wünschen würde.
Michael Petrović hat im fußballerischen Sinn die typische „jugoslawische“ Philosophie. Er möchte vor allem eine spielerisch starke Mannschaft sehen, die schönen Fußball bietet. Jede Aktion, jedes Tor, soll aus dem Spiel entstehen.

## Wettskandal
Petrović wurde 2006 aufgrund von polizeilich abgehörten Telefonaten weltweit in Medien im Zusammenhang mit einem großen Wettskandal gebracht. Ein deutsches Gericht sah es daraufhin im Verfahren gegen Dragan Antic als erwiesen an, dass Antic Petrovic Geld übergab, damit jener Spielergebnisse von Sturm Graz im Sinne von Wettbetrügern beeinflusse. Petrović beteuerte stets seine Unschuld. Drei Jahre später stellten die österreichischen Behörden die Ermittlungen gegen Petrovic ein.